# Woo Ji-won
Dans ce nom coréen, le nom de famille, Woo, précède le nom personnel.
Woo Ji-Won (en coréen : 우지원), né le 2 avril 1973, est un ancien joueur sud-coréen de basket-ball. Il évolue durant sa carrière au poste d'ailier.